# Gerard Munt
Gerard Peter Franc Munt (Elverum, 19. jul 1849 – Bærum, 15. januar 1929) bio je norveški slikar i ilustrator.

## Biografija
Munt se rodio u Elverum od oca lekara Kristofer Pavels Munta (1816-1884) i njegove supruge Kristin Margarete Pavels Abel (1827-1887). Bio je brat istoričara Hartvig Andreas Munthe, spisateljice Margrethe Munthe i vojnog oficira Carl Oscar Munthe. Takođe je bio nećak istoričara i kartografa Gerhard Munthe i ujak geneaologu Christopher Morgenstierne Munthe, bibliotekaru Wilhelm Munthe i slikarki Lagertha Munthe. Po majčinoj strani je bio nećak od Andreas Leigh Aabel i od Oluf Andreas Aabel, kao i rođak Hauk Aabel.

## Karijera
Kada se 1863. godine vratio u Oslo, hteo je da studira medicinu, ali ga je otac savetovao da se okrene umetnosti. Profesor mu je bio Johan Fredrik Ekersberg 1870. godine, a zatim do 1874. Morten Muler i Knud Bergslien. Od 1874. do 1876. je studirao kod Andreasa Ahenbaha i svog rođaka Ludviga Munta u Diseldorf. Od 1877. do 1882. je većinu vremena provodio u Minhenu. Međutim, mnogi njegovi motivi su poticali iz Norveške. U to vreme je slikao u prirodnjačkom stilu. Više njegovih radova se nalazi u Nacionalnoj galeriji Norveške. Imao je i nekoliko međunarodnih izložbi, kao što su Exposition Universelle 1900 i Louisiana Purchase Exhibition 1904. godine.
Od 1890. je eksperimentisao sa dekorativnom umetnošću.. Od 1896. do 1899. se bavio ilustracijom dela Snori Sturluson, zajedno sa Erik Verenskiold, koga je sreo u Minhenu. Neki od njegovih radova su utkani u velike tapiserije. On je takođe stvorio monumentalne dekoracije, od kojih su neke izgubljene, kao što je i njegova kuća u Lisakeru izgorela u požaru 1982. godine.
Munt je bio član komisije za izbor u Høstutstillingen od osnivanja 1882. godine do 1890. Bio je član upravnog odbora Nacionalne galerije Norveške od 1892. do 1905. godine i Den Norske Husflidsforening od 1897. do smrti, a na čelu Nacionalne galerije od 1905. do 1907. Dobio je najviša priznanja i ordene u Norveškoj, Švedskoj i Danskoj. Umro je u Bærum, ali je sahranjen u Elverum.

## Lični život
U decembru 1886. godine je oženio Sigrun Sandberg (1869-1957). U periodu od 1886. do 1890. Bjørn Bjørnson mu je bio tast, očuh njegove žene. Munt i Sandberg su se doselili u Sandviki, a kasnije u Lisakeru. Takođe, Munt je kraće vreme imao studio u Ringstabekk. Razveli su se 1919, da bi se te iste godine ona udala za Fridtjof Nansen. Munt je bio i plodan pisac, a objavio je i nekoliko članaka, od kojih su neki prikupljeni i objavljeni 1919. godine, kao Minder og meninger.

## Galerija
- Kongane kastar terningar om ei bygd på Hisingen (The kings throw dice over a village in Hisingen)
- Finn Arnesson set spydodden for brystet på Tore Hund
(Finn Arnesson set spear point on the chest of Tore Hund)
- Torkjell Fostre etter at han har drepe Einar jarl (Torkjell Fostre after he has killed earl Einar)
- Kong Olav sender Karle på Bjarmelandsferd
(King Olaf sends Karl to Bjarmelandsferd)
- Tapestry by Munthe, "Daughters of the Northern Lights" made in 1897

## Literatura
- Koefoed, Holger (1988). Malernes Oslo (на језику: Norwegian). Oslo: Aschehoug. стр. 74. ISBN 978-82-03-15746-2.

## Spoljašnje veze
- Медији везани за чланак Gerhard Munthe на Викимедијиној остави
- Gerhard Munthe на сајту Пројекат Гутенберг (језик: енглески)
- Gerard Munt на сајту Internet Archive (језик: енглески)
- Family genealogy